# Transport Tycoon
Transport Tycoon ou TT é um jogo de computador, no qual o jogador tem o controlo sob uma empresa de transportes, e deve competir com as empresas rivais, transportando passageiros e bens por terra, mar ou ar.
Logo em seguida, houve o lançamento do Transport Tycoon Deluxe ou TTD, que tinha algumas característica a mais que a versão original.
Programado por Chris Sawyer (TT em 1994, TTD em 1995)), embora os seus gráficos sejam fracos para os dias atuais, é um dos melhores simuladores de transporte, em termos de jogabilidade.
Mais recentemente, apareceram concorrentes (como o Transport Giant) e potenciais sucessores (como o Simutrans). 
Um grupo de fans do jogo começaram a editar o programa para melhorá-lo, criando assim o OpenTTD.
Chris Sawyer ainda criou mais recentemente uma nova versão do jogo, chamada Locomotion, mas que tinha graves erros e não foi bem acolhida pelos fãs.